# Natalija Makejevová
Natalija Makejevová (* 21. dubna 1979) je bývalá ruská sportovní šermířka, která se specializovala na šerm šavlí. Rusko reprezentovala v devadesátých letech a v prvním desetiletí jednadvacátého století. V roce 2003 obsadila druhé a v roce 1999 třetí místo na mistrovství Evropy v soutěži jednotlivkyň. S ruským družstvem šavlistek vybojovala v roce 2001 a 2002 titul mistryň světa a v roce 2000, 2002 a 2003 titul mistryň Evropy.